# Elsa Björkman-Goldschmidt
Elsa Andrea Elisabeth Björkman-Goldschmidt, född 16 april 1888 i Linköping, död 6 april 1982 i Engelbrekts församling i Stockholm, var en svensk författare, journalist och konstnär (grafiker).
Hon var dotter till överste Fredrik Björkman och Maria Heyman samt från 1921 gift med överläkare Waldemar Goldschmidt.
Björkman-Goldschmidt studerade vid Konstakademiens etsningsskola 1909–1910 samt grafiska studier i Brügge 1910–1911 och under resor till Italien. Förutom Sverige medverkade hon i utställningar i bland annat Oslo, Leipzig, Wien, Paris, Rom och San Francisco. Som grafiker arbetade hon med etsning, träsnitt och litografi. Hennes konst har betecknats som en grafisk motsvarighet till sekelskiftets stämningsmåleri. 
Hon var svensk Röda Korset-delegat i Ryssland 1916–1918 och föreståndare för Rädda Barnens verksamhet i Wien 1919–1924. Hon arbetade som journalist i Wien 1928–1938. Björkman-Goldschmidt var ledamot av Samfundet De Nio från 1950 och redaktör för Svensk litteraturtidskrift 1958. Björkman-Goldschmidt var nära vän med poeten och konstnären Harriet Löwenhjelm och blev utsedd av Löwenhjelm att förvalta hennes litterära och konstnärliga kvarlåtenskap. Detta resulterade i att Björkman-Goldschmidt medverkade till utgivandet av Löwenhjelms dikter och brev samt skrev den första biografin om Harriet Löwenhjelm. Björkman-Goldschmidt är begravd på Norra begravningsplatsen utanför Stockholm.
Björkman-Goldschmidt är representerad vid Moderna Museet, Uppsala universitetsbibliotek, Göteborgs konstmuseum, Dresdens museum och på Albertina i Wien. 

### Allmänna källor
- Sveriges dödbok 1947–2006, (Cd-Rom), Sveriges Släktforskarförbund
- Svenskt konstnärslexikon del I sid 193–194, Allhems förlag, Malmö. Libris 8390293.